# Gmina Majdanpek
Gmina Majdanpek (serb. Opština Majdanpek / Општина Мајданпек) – gmina w Serbii, w okręgu borskim. W 2018 roku liczyła 16 437 mieszkańców.